# Víctor Arboleda
Víctor Manuel Arboleda Murillo (El Cerrito, 1º gennaio 1997) è un calciatore colombiano, centrocampista svincolato.

## Carriera

### Club
Ha giocato nella prima divisione dei campionati colombiano, statunitense e salvadoregno. Inoltre, conta una presenza nella fase a gironi della CONCACAF Champions League e due presenze nei sedicesimi di finale della CONCACAF League.

### Nazionale
Ha giocato nella nazionale colombiana Under-17.

## Statistiche

### Presenze e reti nei club
Statistiche aggiornate al 2 ottobre 2021.
| Stagione                  | Squadra                   | Campionato                | Campionato | Campionato | Coppe nazionali | Coppe nazionali | Coppe nazionali | Coppe continentali | Coppe continentali | Coppe continentali | Altre coppe | Altre coppe | Altre coppe | Totale | Totale |
| Stagione                  | Squadra                   | Comp                      | Pres       | Reti       | Comp            | Pres            | Reti            | Comp               | Pres               | Reti               | Comp        | Pres        | Reti        | Pres   | Reti   |
| ------------------------- | ------------------------- | ------------------------- | ---------- | ---------- | --------------- | --------------- | --------------- | ------------------ | ------------------ | ------------------ | ----------- | ----------- | ----------- | ------ | ------ |
| 2015                      | Deportivo Cali            | A                         | 6          | 1          | CC              | 2               | 1               |                    | -                  | -                  |             | -           | -           | 8      | 2      |
| 2016                      | Portland Timbers 2        | USL                       | 25         | 3          |                 | -               | -               |                    | -                  | -                  |             | -           | -           | 25     | 3      |
| 2017                      | Portland Timbers 2        | USL                       | 13         | 4          |                 | -               | -               |                    | -                  | -                  |             | -           | -           | 13     | 4      |
| 2018                      | Portland Timbers 2        | USL                       | 15         | 7          |                 | -               | -               |                    | -                  | -                  |             | -           | -           | 15     | 7      |
| Totale Portland Timbers 2 | Totale Portland Timbers 2 | Totale Portland Timbers 2 | 53         | 14         |                 | -               | -               |                    | -                  | -                  |             | -           | -           | 53     | 14     |
| ott. 2016                 | Portland Timbers          |                           | -          | -          |                 | -               | -               | CCL                | 1                  | 0                  |             | -           | -           | 1      | 0      |
| 2017                      | Portland Timbers          | MLS                       | 5          | 0          | USOC            | 1               | 0               |                    | -                  | -                  |             | -           | -           | 6      | 0      |
| 2018                      | Portland Timbers          | MLS                       | 1          | 0          | USOC            | 0               | 0               |                    | -                  | -                  |             | -           | -           | 1      | 0      |
| Totale Portland Timbers   | Totale Portland Timbers   | Totale Portland Timbers   | 6          | 0          |                 | 1               | 0               |                    | 1                  | 0                  |             | -           | -           | 8      | 0      |
| 2019                      | Alianza Petrolera         | A                         | 3          | 0          | CC              | 0               | 0               |                    | -                  | -                  |             | -           | -           | 3      | 0      |
| 2020                      | Unión Magdalena           | B                         | 15         | 4          | CC              | 1               | 0               |                    | -                  | -                  |             | -           | -           | 16     | 4      |
| 2021-2022                 | Alianza                   | PD                        | 8          | 3          |                 | -               | -               | CL                 | 2                  | 0                  |             | -           | -           | 10     | 3      |
| Totale carriera           | Totale carriera           | Totale carriera           | 91         | 22         |                 | 4               | 1               |                    | 3                  | 0                  |             | -           | -           | 98     | 23     |

## Palmarès

### Club

#### Competizioni nazionali
- Campionato colombiano: 1

Deportivo Cali: 2015-I